# Kolektywizacja rolnictwa
Kolektywizacja rolnictwa – proces przekształcania indywidualnych gospodarstw rolnych w gospodarstwa będące własnością kolektywną.

## Kolektywizacja w ZSRR
Gospodarstwa przekształcone w państwowe nazywane były w Związku Radzieckim sowchozami, a w spółdzielcze kołchozami.
Przeciwników wprowadzanych w ZSRR reform wywożono z rodzinami do łagrów lub deportowano na Syberię.